# Гуменские Выселки
Гуменские Выселки — деревня в Краснослободском районе Мордовии. Входила в состав Гуменского сельсовета. Упразднена в 1964 г.

## География
Деревня располагалась на берегу реки Гуменка в 10 км от села Гумны.

## История
В 1960 году указом Президиума Верховного Совета РСФСР деревня Советская Америка переименована в Гуменские Выселки.